# Mountain Justice
Mountain Justice er en amerikansk stumfilm fra 1915.

## Medvirkende
- Elsie Jane Wilson som Mary Kirke.
- Arthur Shirley som Angus McDonald.
- Lon Chaney som Jeffrey Kirke.
- Grace Thompson som Nora Davison.
- George Berrell.